# Frank de Boer
Pour les articles homonymes, voir De Boer.
Franciscus de Boer, dit Frank de Boer (prononcé en néerlandais : [ˈfrɑŋg də ˈbuːr]), né le 15 mai 1970 à Hoorn, est un footballeur international néerlandais évoluant au poste de défenseur central, reconverti entraîneur.
Solide défenseur, il joue notamment avec l'Ajax Amsterdam — aux côtés de son frère jumeau Ronald de Boer — de 1988 à 1999, faisant à ce titre partie du club des Cent, avant de rejoindre le FC Barcelone. Sa relance précise et frappe lourde font de lui le successeur de Ronald Koeman dans le football néerlandais et barcelonais. Avec 112 matchs disputés comme joueur de l'équipe des Pays-Bas à partir de 1992, Frank de Boer est pendant près de douze ans l'un de ses piliers.

## Biographie

### Carrière en clubs
Lui et son frère Ronald sont jumeaux. Frank de Boer a la particularité d'avoir effectué la majeure partie de sa carrière dans les mêmes clubs que son frère.
Après avoir connu la génération dorée de l'Ajax Amsterdam (victorieuse de la Ligue des champions en 1995 puis finaliste en 1996), De Boer rejoint le prestigieux FC Barcelone où il retrouve son entraîneur de l'Ajax, Louis van Gaal et une imposante colonie néerlandaise. Mais la greffe ne prendra jamais véritablement et l'expérience sera en outre ternie par un contrôle antidopage positif à la nandrolone qui lui vaudra une suspension d'un an au cours de l'année 2001, sanction réduite à six mois en appel,,,.
Après de brèves expériences en Turquie puis en Écosse, De Boer rejoint en 2004 le club qatarien de Al-Rayyan où il annonce en 2006 sa fin de carrière de joueur professionnel pour s'occuper des jeunes de l'Ajax Amsterdam.

### Carrière internationale
En équipe nationale, il est le premier néerlandais à franchir le cap des 100 sélections. Il a détenu le record de sélections de son pays avec 112 sélections au total, avant d'être dépassé par la suite par Edwin van der Sar, puis Wesley Sneijder. Lors de l'Euro 2000, Il marque son premier but lors d'une compétition majeure face à la Tchéquie en phase de poules. Il récidive lors de la dernière journée face à la France. 

### Carrière d'entraîneur
Frank de Boer a été l'un des adjoints du sélectionneur néerlandais Bert van Marwijk de 2008 à 2010. Le 6 décembre 2010, à la suite de la démission de Martin Jol au poste d'entraîneur de l'Ajax Amsterdam, De Boer assure l'intérim jusqu'à la fin d'année civile. Le 9 janvier 2011, il prolonge son contrat jusqu'en juin 2014.
Le 15 mai 2011, il mène l'Ajax à son premier titre de champion des Pays-Bas depuis 2003-2004, soit à une époque où il était encore joueur. Ce faisant, le club d'Amsterdam met fin à sa plus longue période de disette en championnat depuis la période 1947-1957. De Boer imite ainsi Ronald Koeman, un autre ancien joueur du club qui reprit celui-ci en plein milieu d'une saison difficile pour le conduire au titre de champion, en 2001-2002. Il quitte le club à la fin de la saison 2015-2016 après deux années sans titre de champion.
Il est nommé début août en remplacement de Roberto Mancini au poste d'entraîneur du club italien de l'Inter Milan. Toutefois, un mauvais début de saison et une nouvelle défaite (0-1) contre la Sampdoria de Gênes amène le club intériste à le démettre avec effet immédiat de ses fonctions le 1er novembre 2016 en raison d'une douzième place du championnat après onze journées. Il est remplacé par Stefano Vecchi, ce dernier étant chargé de la réserve,.
Le 26 juin 2017, il est nommé entraîneur de Crystal Palace. Il est cependant renvoyé dès le 11 septembre suivant après quatre défaites en quatre matchs, avec aucun but marqué pour sept encaissés.
Le 23 décembre 2018, il est nommé à la tête du club de MLS d'Atlanta.
Le 23 septembre 2020, il est nommé sélectionneur de l'équipe des Pays-Bas. Le 29 juin 2021, la fédération néerlandaise annonce avoir démis de ses fonctions Frank de Boer, à la suite de la défaite (0-2) des Pays-Bas en huitièmes de finales de l'Euro 2020 contre la Tchéquie. Sous le feu des critiques avant le début de la compétition en raison de ses choix tactiques (préférant aligner une formation en 5-3-2 plutôt que le 4-3-3 qui fit les belles heures des Oranje), De Boer n'a donc pas résisté à cette élimination précoce, malgré un premier tour parfait sur le plan comptable (la première place de son groupe pour l'équipe néerlandaise avec le plein de points).

## Carrière
| Saison      | Club            | Pays                    | Championnat        | Coupes nationales | Coupes Continentales                | Sélection Pays-Bas |
| ----------- | --------------- | ----------------------- | ------------------ | ----------------- | ----------------------------------- | ------------------ |
| 1988 - 1989 | Ajax Amsterdam  | Eredivisie              | 26 matchs / 1 but  | 2 matchs          | -                                   | -                  |
| 1989 - 1990 | Ajax Amsterdam  | Eredivisie              | 25 matchs          | 3 matchs          | -                                   | -                  |
| 1990 - 1991 | Ajax Amsterdam  | Eredivisie              | 34 matchs / 1 but  | 2 matchs          | -                                   | 5 matchs / 1 but   |
| 1991 - 1992 | Ajax Amsterdam  | Eredivisie              | 30 matchs / 1 but  | 3 matchs          | 12 matchs (C3)                      | 4 matchs           |
| 1992 - 1993 | Ajax Amsterdam  | Eredivisie              | 34 matchs / 3 buts | 5 matchs, 1 match | 8 matchs / 1 but (C3)               | 7 matchs           |
| 1993 - 1994 | Ajax Amsterdam  | Eredivisie              | 34 matchs / 2 buts | 5 matchs / 3 buts | 6 matchs / 1 but (C2)               | 13 matchs          |
| 1994 - 1995 | Ajax Amsterdam  | Eredivisie              | 34 matchs / 9 buts | 4 matchs          | 10 matchs / 2 buts (C1)             | 7 matchs           |
| 1995 - 1996 | Ajax Amsterdam  | Eredivisie              | 32 matchs / 3 buts | 3 matchs          | 11 + 1 matchs / 1 + 0 but (C1 + CI) | 4 matchs           |
| 1996 - 1997 | Ajax Amsterdam  | Eredivisie              | 32 matchs / 4 buts | 1 match           | 9 matchs (C1)                       | 8 matchs / 4 buts  |
| 1997 - 1998 | Ajax Amsterdam  | Eredivisie              | 31 matchs / 4 buts | 5 matchs, 2 buts  | 8 matchs / 2 buts (C3)              | 14 matchs / 1 but  |
| 1998 - 1999 | Ajax Amsterdam  | Eredivisie              | 15 matchs / 2 buts | 1 match           | 6 matchs (C1)                       | 3 matchs           |
| 1998 - 1999 | FC Barcelone    | Primera División        | 19 matchs / 2 buts | 4 matchs / 2 buts | -                                   | 5 matchs           |
| 1999 - 2000 | FC Barcelone    | Primera División        | 22 matchs          | 9 matchs          | 12 matchs / 2 buts (C1)             | 12 matchs / 3 buts |
| 2000 - 2001 | FC Barcelone    | Primera División        | 34 matchs / 3 buts | 7 matchs / 1 but  | 4 + 7 matchs / 1 + 0 but (C1 + C3)  | 9 matchs / 2 buts  |
| 2001 - 2002 | FC Barcelone    | Primera División        | 34 matchs          | -                 | 13 matchs (C1)                      | 4 matchs / 1 but   |
| 2002 - 2003 | FC Barcelone    | Primera División        | 35 matchs          | 1 match           | 14 matchs / 3 buts (C1)             | 9 matchs           |
| 2003 - 2004 | Galatasaray SK  | Turkiye 1.Lig           | 15 matchs / 1 but  | -                 | 8 matchs (C1)                       | 5 matchs / 1 but   |
| 2003 - 2004 | Glasgow Rangers | Scottish Premier League | 16 matchs / 2 buts | 2 matchs          | -                                   | 4 matchs           |
| 2004 - 2005 | Al Rayyan Club  | Qatar Stars League      | 16 matchs / 5 buts | -                 | 2 matchs / 2 buts (CA)              | -                  |
| 2005 - 2006 | Al Shamal       | Qatar Stars League      | 2 matchs / 3 buts  | -                 | -                                   | -                  |

Dernière mise à jour le 3 avril 2011

### Buts en sélection
| Buts en sélection de Frank de Boer | Buts en sélection de Frank de Boer | Buts en sélection de Frank de Boer       | Buts en sélection de Frank de Boer | Buts en sélection de Frank de Boer | Buts en sélection de Frank de Boer | Buts en sélection de Frank de Boer      |
| #                                  | Date                               | Lieu                                     | Adversaire                         | Score                              | Résultats                          | Compétitions                            |
| ---------------------------------- | ---------------------------------- | ---------------------------------------- | ---------------------------------- | ---------------------------------- | ---------------------------------- | --------------------------------------- |
| 1                                  | 5 juin 1991                        | Stade olympique d'Helsinki, Helsinki     | Finlande                           | 1-0                                | 1-1                                | Éliminatoires Euro 1992                 |
| 2                                  | 9 novembre 1996                    | Philips Stadion, Eindhoven               | Pays de Galles                     | 4-1                                | 7-1                                | Éliminatoires de la Coupe du monde 1998 |
| 3                                  | 29 mars 1997                       | Amsterdam Arena, Amsterdam               | Saint-Marin                        | 2-0                                | 4-0                                | Éliminatoires de la Coupe du monde 1998 |
| 4                                  | 29 mars 1997                       | Amsterdam Arena, Amsterdam               | Saint-Marin                        | 4-0                                | 4-0                                | Éliminatoires de la Coupe du monde 1998 |
| 5                                  | 30 avril 1997                      | Stadio Olimpico, Serravalle              | Saint-Marin                        | 4-0                                | 6-0                                | Éliminatoires de la Coupe du monde 1998 |
| 6                                  | 1 juin 1998                        | Philips Stadion, Eindhoven               | Paraguay                           | 4-1                                | 5-1                                | Match amical                            |
| 7                                  | 4 juin 2000                        | Stade Olympique de la Pontaise, Lausanne | Pologne                            | 1-0                                | 3-1                                | Match amical                            |
| 8                                  | 11 juin 2000                       | Amsterdam Arena, Amsterdam               | Tchéquie                           | 1-0                                | 1-0                                | Euro 2000                               |
| 9                                  | 21 juin 2000                       | Amsterdam Arena, Amsterdam               | France                             | 2-2                                | 3-2                                | Euro 2000                               |
| 10                                 | 15 novembre 2000                   | Estadio Olímpico, Séville                | Espagne                            | 2-1                                | 2-1                                | Match amical                            |
| 11                                 | 2 juin 2001                        | A. Le Coq Arena, Talinn                  | Estonie                            | 1-0                                | 4-2                                | Éliminatoires de la Coupe du monde 2002 |
| 12                                 | 27 mars 2002                       | De Kuip, Rotterdam                       | Espagne                            | 1-0                                | 1-0                                | Match amical                            |
| 13                                 | 19 novembre 2003                   | Amsterdam Arena, Amsterdam               | Écosse                             | 5-0                                | 6-0                                | Barrages Euro 2004                      |

## Palmarès

### En tant que joueur
Formé à l'Ajax Amsterdam, il est Champion des Pays-Bas à cinq reprises en 1990, 1994, 1995, 1996 et 1998 et vice-champion à trois reprises en 1989, 1991 et 1992. Il remporte deux Coupes des Pays-Bas en 1993 et 1998 et trois Supercoupes des Pays-Bas en 1993, 1994 et 1995.
Sur le plan continental, il remporte la Coupe de l'UEFA en 1992 en battant le Torino FC, la Coupe intercontinentale en 1995 contre le Grêmio et la Supercoupe de l'UEFA en 1995 face le Real Saragosse. Mais le titre le plus important est la Ligue des champions de l'UEFA remporté en 1995 face à l'AC Milan.
Après onze saisons dans son club formateur, il rejoint le FC Barcelone avec qui il est Champion d'Espagne en 1999 avant d'être vice-champion 2000. Il est également finaliste de la  Supercoupe d'Espagne en 1999.
Ce sont les derniers titres de sa carrière puisqu'il raccroche les crampons quelques années plus tard après avoir été vice-champion d'Écosse avec les Glasgow Rangers en 2004 puis vice-champion du Qatar en 2005 avec Al Rayyan Club.

### En tant qu'entraîneur
Quatre saisons après avoir raccroché les crampons, il retrouve l'Ajax Amsterdam mais en tant qu'entraîneur. Il est champion des Pays-Bas à quatre reprises en 2011, 2012, 2013 et 2014, il remporte également la Supercoupe des Pays-Bas en 2013 et il est finaliste de la Coupe des Pays-Bas en 2011 et 2014.